# Brothers of the Road
Brothers of the Road es el octavo álbum de estudio de la banda de rock estadounidense The Allman Brothers Band,  publicado en 1981. Es el único álbum de la banda en el que el baterista y percusionista Jai Johanny Johanson no participó de la grabación. "Straight from the Heart" fue la tercera, y hasta la fecha, última canción en ingresar en el Top 40 de éxitos estadounidenses de la agrupación.

## Lista de canciones

### Lado A
1. "Brothers of the Road" (Dickey Betts, Jim Goff) – 3:50
2. "Leavin'" (Gregg Allman) – 3:46
3. "Straight from the Heart" (Betts, Johnny Cobb) – 3:48
4. "The Heat Is On" (Betts, Mike Lawler, Buddy Yochim) – 4:13
5. "Maybe We Can Go Back to Yesterday" (Betts, Dan Toler) – 4:42

### Lado B
1. "The Judgment" (Betts) – 3:39
2. "Two Rights" (Betts, Cobb, Lawler) – 3:30
3. "Never Knew How Much (I Needed You)" (Allman) – 4:45
4. "Things You Used to Do" (Allman, Keith England) – 3:42
5. "I Beg of You" (Rose Marie McCoy, Kelly Owens) – 3:22

## Créditos
- Gregg Allman - teclados, voz, guitarra acústica
- Dickey Betts - guitarra, voz
- Dan Toler - guitarra
- David Goldflies - bajo
- Mike Lawler - piano, sintetizadores
- Butch Trucks - batería, percusión
- David Toler - batería